# 볼레스와프 피아세츠키

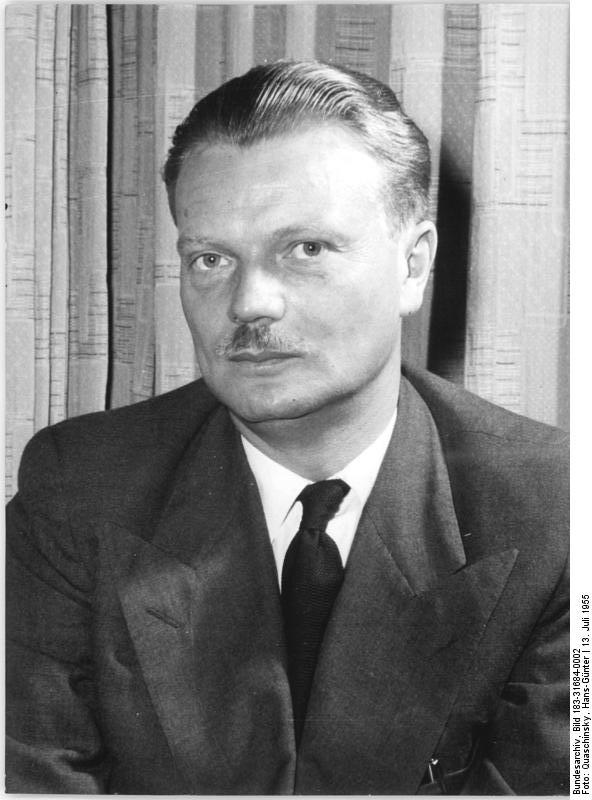
볼레스와프 피아세츠키

볼레스와프 보그단 피아세츠키(Bolesław Bogdan Piasecki)는 폴란드의 정치인, 작가이다.